# Finanzberatung
Die Finanzberatung (englisch financial advice) umfasst im Finanzwesen sowohl die Anlageberatung als auch darüber hinaus die Beratung im Rahmen der gesamten Finanzwirtschaft (Finanzen und Finanzierung).

## Allgemeines
In der Fachliteratur finden sich zahlreiche, als Synonym für die Finanzberatung verwendete Begriffe wie Anlageberatung oder Vermögensberatung, wobei die Finanzberatung häufig auch als Oberbegriff für alle Beratungsleistungen vorkommt. Während die Anlageberatung lediglich das Passivgeschäft und Depotgeschäft der Kreditinstitute betrifft, erfasst die Finanzberatung darüber hinaus auch Kreditgeschäfte, Finanzmanagement, Schuldnerberatung, Finanzplanung und die Beseitigung von Finanzrisiken. Auch Versicherungsberatung sowie Vorsorgeberatung können Gegenstand der Finanzberatung sein. Die Finanzberatung ist eine durch einen Finanzberater angebotene Dienstleistung, durch die dieser gemeinsam mit Kunden deren finanzwirtschaftlichen Risiken mit Problemlösungen begegnet. Finanzberatung ist „von Fall zu Fall Anlageberatung, Finanzplanung oder Vermögensverwaltung“.
Bei einer Finanzberatung erstellt der Berater unter Berücksichtigung der unterschiedlichen Ziele und Aspekte des jeweiligen Kunden ein umfassendes Konzept. Chancen und Gefahren möglicher Entwicklungen sollen mit geeigneten Finanzprodukten genutzt bzw. abgewendet werden. Ein so erstelltes Konzept muss regelmäßig auf seine Aktualität überprüft werden und an die sich ändernden Situationen wie Heirat, Kinder u. a. angepasst werden.

## Rechtsfragen
Die Finanzberatung ist eine Finanzdienstleistung gemäß § 1 Abs. 1a Nr. 1a KWG, wenn sie eine Anlageberatung beinhaltet. Ohne Anlageberatung unterliegt die Finanzberatung nur dann der Bankenaufsicht, wenn hierdurch vom Berater mindestens eines der in § 1 Abs. 1 KWG aufgezählten Bankgeschäfte getätigt wird oder es sich beim Berater um ein Finanzunternehmen nach § 1 Abs. 3 KWG handelt, das bei der Anlage in Finanzinstrumenten berät oder andere Unternehmen über deren Kapitalstruktur, industrielle Strategie und die damit verbundenen Fragen berät.
Wie die Anlageberatung ist  auch die vermeintliche Finanzberatung bei Kreditinstituten oder sonstigen Finanzdienstleistern meist eine kostenlose Dienstleistung, die durch den Verkauf von Bankprodukten quersubventioniert wird. Dabei handelt es sich jedoch häufig nicht um eine unabhängige Beratung im engeren Sinne, sondern um eine produktbezogene Vermittlung durch Finanzanlagenvermittler nach § 34f GewO. Bei selbständigen Finanzberatern fallen dagegen Beratungshonorare an (Honorarberatung), da Provisionen für die Beratung und die Vermittlung von Finanzprodukten im Rahmen der Honorarberatung verboten sind. Eine Finanzberatung im engeren Sinne ist nur Honorar-Finanzanlagenberatern erlaubt, der Honorar-Finanzanlagenberater benötigt eine Gewerbeerlaubnis nach § 34h Abs. 1 GewO.
Gemäß der Finanzmarktrichtlinie II (EU-Richtlinie 2014/65/EU, seit Januar 2018 in Kraft) ist die unabhängige Finanzberatung mit einem Provisionsverbot verknüpft, während die abhängige Beratung mit einer Offenlegungspflicht verbunden ist. Unabhängige Finanzberater werden gemäß § 93 WpHG in ein Register eingetragen. Bei unabhängiger Beratung zahlen Kunden ihren Beratern ein Honorar.
Im Vereinigten Königreich und in den Niederlanden gilt bei Finanzanlageprodukten ein generelles Provisionsverbot.

## Beratungsarten
Klassische Art ist die persönliche Beratung durch einen Finanzberater, wie etwa mit der Qualifikation als Fachwirt für Finanzberatung oder als Honorar-Finanzanlagenberater. Beide arbeiten direkt mit dem Kunden, unterscheiden sich jedoch in der Vergütung und Unabhängigkeit. Der Fachwirt für Finanzberatung kann provisionsorientiert beraten oder auch ohne Innenprovisionen. Innenprovisionen können die Unabhängigkeit gefährden und einen Interessenkonflikt auslösen, wenn Kreditinstitute diese nicht transparent gegenüber dem Anleger offenlegen. Im Gegensatz dazu berät der Honorar-Finanzanlagenberater ausschließlich auf Honorarbasis, ohne Provisionen, was größere Unabhängigkeit und Transparenz gewährleistet. Honorar-Finanzanlagenberater sind nach § 34h GewO registriert und bieten provisionsfreie Finanzanlagenberatung an. Daneben gibt es auch die automatisierte Finanzberatung durch Robo-Advisors mit dem Ziel, die Dienstleistungen eines traditionellen Finanzberaters zu digitalisieren und zu automatisieren. Die automatisierte Finanzberatung erfolgt ausschließlich über Webseiten des Internets.

## Konflikte
Die Finanzberatung unterliegt dem klassischen Principal-Agent-Problem. Der Finanzberater (Agent) vertritt nicht nur Kunden-, sondern auch Eigeninteressen. Zudem kann er den Kunden (Principal) auf Basis unvollständiger Informationen nicht optimal beraten. Der Kunde kann andererseits nicht alle notwendigen Informationen an den Berater weitergeben. Eine realistische Einschätzung der Möglichkeiten zur Umsetzung der eigenen Ziele fällt ebenso schwer. Des Weiteren werden bei der Beratung langfristige Entscheidungen getroffen, die der Dynamik von Veränderungen der Lebenssituation oder gesetzlichen Rahmenbedingungen standhalten müssen.

## Abgrenzung
Die Finanzberatung umfasst mehr Beratungsleistungen als die Anlageberatung, die auf das Passivgeschäft und das Depotgeschäft der Kreditinstitute begrenzt ist. Während die Finanzberatung – bis auf den Teilbereich der Anlageberatung – meist nicht erlaubnispflichtig ist, ist die Anlageberatung ein durch die BaFin erlaubnispflichtiges Bankgeschäft. Bei Anlage- und Finanzberatung trifft der Kunde die Entscheidung, bei Vermögensverwaltung wird die Entscheidung vom Vermögensverwalter selbst getroffen.